# Marius Étienne Boyer
Pour les articles homonymes, voir Boyer.
Étienne Marius Florent Boyer, né le 7 novembre 1887 à Auriol (Bouches-du-Rhône) et mort le 1er octobre 1969 à Aubagne (Bouches-du-Rhône), est un homme politique français.

## Biographie
Industriel fabricant de ciment, il est maire d'Aubagne de 1919 à 1925, de 1929 à 1944, puis de 1953 à 1959, conseiller général de 1951 à 1958 et député des Bouches-du-Rhône de 1932 à 1936, inscrit au groupe de la Gauche radicale.

## Sources
- « Marius Étienne Boyer », dans le Dictionnaire des parlementaires français (1889-1940), sous la direction de Jean Jolly, PUF, 1960 [détail de l’édition]